# Ізраїльсько-сербські відносини
Ізраїльсько-сербські відносини — двосторонні дипломатичні відносини між Сербією та Ізраїлем. Дипломатичні відносини між двома країнами були встановлені 31 січня 1992 року, коли Сербія була частиною СФР Югославія (Сербія та Чорногорія). У Ізраїлю є посольство в Белграді, у Сербії є посольство у Тель-Авіві. Обидві країни підтримують економічні і культурні зв'язки, в тому числі завдяки невеликій громаді євреїв з колишньої Югославії, які проживають сьогодні в Ізраїлі.

## Історія

### Єврейські громади в Сербії
Перші згадки про єврейські громади у Белграді відносяться до XIII століття: мова йде як про ашкеназські, так і про сефардскі громади. Перші євреї, що осіли у місті, прибули з Італії і Дубровника, а пізніше з Угорщини та Іспанії.
Єврейські громади на Балканах значно збільшилися у XV і XVI століттях завдяки біженцям з Іспанії та Португалії. Султан Османської імперії Баязид II з радістю приймав євреїв у своїй імперії. Євреї зайнялися торгівлею між різними провінціями Османської імперії, ставши важливою частиною у торгівлі сіллю. У північній провінції Воєводина, яка була під австрійським правлінням, євреї осіли у XVIII столітті, особливо після 1782 Edict of Tolerance імператора Йосифа II, який дарував євреям релігійну свободу.
Єврейська громада значно розвивалася до і після Першої світової війни згідно з релігійною автономією, яку вона отримала, були засновані численні єврейські освітні центри і синагоги як для ашкензов, так і для сефардів. До 1939 року в Белграді проживали приблизно 10 400 євреїв.
Більшість євреїв, що жили в Сербії, були вбиті під час Голокосту. Під час війни багато євреїв отримали притулок у югославських партизанів, очолюваних Иосипом Брозом Тіто, багато з них боролися разом з партизанами. Цивільне населення Сербії займався порятунком тисяч югославських євреїв у цей період. Після війни багато вижили поступово емігрували в Ізраїль.
Згідно з переписом 2011 року в Сербії зареєстровано 578 євреїв, що живуть головним чином в Белграді і Воєводині.

### Відносини з СФРЮ
СФР Югославія і Ізраїль встановили дипломатичний відносини у 1948 році. До 1952 року з Югославії у Ізраїль репатріювали 7'578 євреїв. Упродовж цього періоду Югославія дотримувалася по великому рахунку нейтральної позиції у арабо-ізраїльському конфлікті, але зберегла зв'язки з Ізраелем і допомагала у репатріації євреїв.
Югославія порвала всі дипломатичні зв'язки з Ізраилем після Шестидненної війни 1967 року, і відтоді дотримувалася про-арабської політики. Після розпаду Югославії, новостворена Сербія та Чорногорія відновила зв'язки 31 січня 1992 року, у пошуках певної міжнародної підтримки, так як вона була практично ізольована від міжнародної спільноти під час Югославских війн.

## Політичні відносини

### Припушення ізраїльської зброї серед сербів у Боснії
У 1995 році ізраїльські постачальники зброї з'явились серед сербських військових у Боснії. Однак, на той час не було ясно, на скільки об'ємні були поставки і чи були вони представниками державними або приватними продавцями зброї, і чи знав ізраїльський уряд і чи схвалювало воно такі оборутки.
Згодом повідомлялося, що Ізраїль навмисно надаав озброєння сербам під час Боснійської війни, можливо через про-сербські позиції уряду на той час, або можливо в обмін на дозвіл імміграції общини сараївських євреїв до Ізраїлю. Припускалося, що  «Моссад» несе відповідальність за поставку зброї сербський групам.

### Позиція Сербії у «палестинському» питанні
У 2011 році Сербія голосувала за те, щоб визнати т.з. Палестину 195-ма членами ЮНЕСКО проти волі Ізраїля. Белград заявив, що не став би заперечувати проти визнання «палестинської» незалежності, якщо би таке питання постало би на порядку денному Генеральної Асамблеї ООН.

## Економічні зв'язки
Економічні зв'язки між Ізраїлем і Сербією стрімко поширюються з 2009 року, частково через скасування візових обмежень між двома країнами у вересні того ж року. 1 лютого 2012 року президент Сербії Борис Тадич відзначив під час церемонії, присвяченій 20-річчю поновлення дипломатичних відносин, що ізраїльські компанії інвестували у інфраструктуру Сербії понад €1 млрд.
У жовтні 2009 року міністр внутрішніх справ Сербії Івиця Дачич відвідав Ізраїль з офіційним візитом, у ході якого було підписано угоду між урядами двох країн про співпрацю у боротьбі із злочинністю, незаконною торгівлею і зловживанням наркотиками і психоактивними речовинами, тероризмом та другими серйозними злочинний діями.

### Туризм
Після скасування візових обмежень між двома країнами у вересні 2009 року, Ізраїль залучає до себе сербських туристів через своє посольство у Белграді. Це включає у себе рекламу на білбордах і громадських автобусах у Белграді, рекламуючи Ізраїль як морське і сонячне направлення на літо під слоганом «Oseti Izrael» («Відчуй Ізраїль»). У 2011 році ізраїльське посольство почало кампанію по рекламі туризму під слоганом «Ja volim Tel Aviv» («Я люблю Тель-Авів»), яка включала у себе споруду «пляжу» у місті Нови Сад, що мав нагадувати типовий пляж у ізраїльському Тель-Авіві і використовується як майданчик для вечірок і активної реклами туризму в Ізраїлі. Згідно даним Ізраїльського центрального бюро статистики, у 2011 році 4'700 сербів відвідало з туристичною ціллю Ізраїль (у 2009 році їх було 1'400 осіб, а у 2010 році — 3'000 сербів).